# Теніс на літніх Олімпійських іграх 1900
Змагання з тенісу на літніх Олімпійських іграх 1900 тривали з 6 до 11 липня на Cercle des Sports, Île de Puteaux в Парижі (Франція). Змагалися 26 тенісистів і тенісисток з 4-х країн, із яких понад половину становили господарі французи. Уперше змагалися жінки. Матчу за третє місце не проводили, а вручали бронзові медалі всім спортсменам, що зазнали поразки в півфіналі.

## Медальний залік

### Дисципліни
| Event                      | Золото                                      | Срібло                                                                     | Бронза                                                                |
| -------------------------- | ------------------------------------------- | -------------------------------------------------------------------------- | --------------------------------------------------------------------- |
| Чоловіки. Одиночний розряд | Лоренс Догерті (GBR)                        | Гарольд Магоні (GBR)                                                       | Реджинальд Догерті (GBR)                                              |
| Чоловіки. Одиночний розряд | Лоренс Догерті (GBR)                        | Гарольд Магоні (GBR)                                                       | Артур Норріс (GBR)                                                    |
| Чоловіки. Парний розряд    | Лоренс Догерті and Реджинальд Догерті (GBR) | Змішана команда (ZZX) Макс Декюжі (FRA) Бейсіл Спалдінґ де Ґармендія (USA) | Ґі де ла Шапей і Андре Прево (FRA)                                    |
| Чоловіки. Парний розряд    | Лоренс Догерті and Реджинальд Догерті (GBR) | Змішана команда (ZZX) Макс Декюжі (FRA) Бейсіл Спалдінґ де Ґармендія (USA) | Гарольд Магоні і Артур Норріс (GBR)                                   |
| Жінки. Одиночний розряд    | Шарлотт Купер (GBR)                         | Івонн Прево (FRA)                                                          | Маріон Джонс-Фарквар (USA)                                            |
| Жінки. Одиночний розряд    | Шарлотт Купер (GBR)                         | Івонн Прево (FRA)                                                          | Гедвіга Розенбаум (BOH)                                               |
| Змішаний парний розряд     | Шарлотт Купер і Реджинальд Догерті (GBR)    | Змішана команда (ZZX) Івонн Прево (FRA) Гарольд Магоні (GBR)               | Змішана команда (ZZX) Маріон Джонс-Фарквар (USA) Лоренс Догерті (GBR) |
| Змішаний парний розряд     | Шарлотт Купер і Реджинальд Догерті (GBR)    | Змішана команда (ZZX) Івонн Прево (FRA) Гарольд Магоні (GBR)               | Змішана команда (ZZX) Гедвіга Розенбаум (BOH) Арчибалд Ворден (GBR)   |

### Таблиця медалей
| Місце               | Країна                | Золото | Срібло | Бронза | Загалом |
| ------------------- | --------------------- | ------ | ------ | ------ | ------- |
| 1                   | Велика Британія (GBR) | 4      | 1      | 3      | 8       |
| 2                   | Змішана команда (ZZX) | 0      | 2      | 2      | 4       |
| 3                   | Франція (FRA)         | 0      | 1      | 1      | 2       |
| 4                   | Богемія (BOH)         | 0      | 0      | 1      | 1       |
| 4                   | США (USA)             | 0      | 0      | 1      | 1       |
| Загалом (5 збірних) | Загалом (5 збірних)   | 4      | 4      | 8      | 16      |

## Країни, що взяли участь
У паризьких іграх взяли участь 26 гравців і гравчинь з 4-х країн:
- Богемія (1)
- Франція (14)
- Велика Британія (6)
- США (5)